# NMS Delfinul
Le NMS Delfinul ( Dauphin ) est le premier des trois sous-marins de la marine militaire roumaine qui ont servi dans les Campagnes de la mer Noire (1941-1944) pendant la Seconde Guerre mondiale. Il a été commandé et construit à la base italienne de Fiume (aujourd'hui Rijeka en Croatie).

## Construction et spécifications
Delfinul a été commandé en 1927 à la base navale italienne et au chantier naval de Fiume (aujourd'hui Rijeka, Croatie). Il a été achevé en 1931, mais n'a été accepté par la Roumanie comme premier sous-marin du pays qu'en 1936, après l'achèvement des nombreuses corrections requises par les Roumains. Il était armé de huit tubes lance-torpilles de 533 mm (4 à l'avant et 4 à l'arrière), un canon de pont de 102 mm et une mitrailleuse jumelle de 13 mm. Un autre bateau de cette classe était prévu, mais n'a pas été réalisé.

## Rôle dans la Seconde Guerre mondiale
Delfinul a joué un rôle important dans la guerre de la mer Noire contre l'Union soviétique pendant la Seconde Guerre mondiale. Sa base d'origine était la base navale de Constanța, d'où le sous-marin a effectué neuf patrouilles en temps de guerre. Lorsque la Roumanie entre en guerre (22 juin 1941), la marine ne dispose que d'un sous-marin, mais cette présence oblige la flotte soviétique de la mer Noire à assurer un service anti-sous-marin pour ses convois et à proximité de ses bases navales. En tant que flotte en devenir, Delfinul n'avait qu'à exister plutôt qu'à participer aux batailles. Il a été gardé sous abri à Constanța et est rarement sorti pour faire des missions de reconnaissance. Cela a changé lorsque deux sous-marins modernes ont été construits au chantier naval de Galați dans l'est de la Roumanie : les NMS Rechinul ("Requin") et NMS Marsuinul ("Marsouin").

### Guerre sous-marine dans les campagnes de la mer Noire (1941)
Patrouille 1 :
Le capitaine Constantin Costăchescu (en) commanda Delfinul lors de sa première patrouille de guerre qui dura du 22 au 27 juin 1941. Une simple mission de reconnaissance à 60 milles marins (111 km) du rivage. Le 26 juin à 0 h 30, Costăchescu rapporta à Constanța qu'une grande flotte de guerre soviétique s'approchait de Constanța. Parce qu'ils ont perdu leur élément de surprise, les Soviétiques ont perdu un destroyer (Moskva) et le navire de tête Kharkov et le croiseur Voroshilov ont été endommagés lors du Raid sur Constanța.
Patrouille 2 :
La patrouille suivante a eu lieu du 10 au 20 juillet, sous le commandement du capitaine Corneliu Lungu. Delfinul a patrouillé dans le sud de la péninsule de Crimée et a effectué une mission de reconnaissance à Novorossiïsk, essayant d'évaluer les capacités anti-aériennes et anti-sous-marines de la base navale ennemie. Le 13 juillet, il était au sud-ouest du cap Idokopas et le 15 juillet, il atteignait le sud de Théodosie. Dans cette zone, ils ont repéré un navire ennemi, mais il a disparu peu de temps après. Pendant la nuit, il a été détecté par un engin de patrouille ennemi, mais Delfinul s'est rapidement submergé et a évité d'être attaqué. Le 16 juillet, sa boussole gyroscopique est tombée en panne et le sous-marin a commencé son voyage de retour. À 95 milles marins (176 km) du cap Sabla, Delfinul a repéré un petit sous-marin russe à la surface, probablement de la classe Malyutka, et a tenté de l'attaquer avec le canon de pont, mais la mer agitée et deux hydravions non identifiés ont conduit le commandant à décider la plongée en rompant le contact.
Patrouille 3 :
Lors de la troisième patrouille du 12-20 août 1941, Delfinul revint sous le commandement du capitaine Costăchescu. Sa mission, attaquer les convois partant ou arrivant à Odessa. Ils n'ont eu que deux mauvaises chances d'attaquer quoi que ce soit, dans la nuit du 13 au 14 août et le 19 août, mais ils n'ont pas pu maintenir le contact. Le secteur était abondant en patrouilleurs et hydravions ennemis. Le sous-marin a également effectué une mission de reconnaissance de la côte de Crimée.
Le 20 août, sur le chemin du retour (au large de Constanţa), il a engagé le seul combat contre un sous-marin ennemi durant la guerre navale de la mer Noire. À 12 h 8, le sous-marin soviétique de classe Malyutka le M-33 a lancé une torpille et a raté Delfinul a rapidement contre-attaqué avec sa mitrailleuse jumelle de 13 mm, provoquant la submersion et la retraite du sous-marin soviétique.
Patrouille 4 :
La patrouille du 3 au 19 septembre emmena Delfinul plus profondément dans les eaux contrôlées par l'ennemi. Cette fois, la chance d'attaquer les navires de surface s'est vraiment présentée. Après avoir repéré deux convois qu'il ne pouvait pas suivre, le 9 septembre, à 9 h 35, il a été détecté à la surface par un croiseur, que le capitaine) Corneliu Lungu a identifié comme étant le croiseur soviétique Komintern. Le sous-marin a soigneusement manœuvré à cause des roches sous-marines. Dans les jours suivants, le sous-marin a eu quelques chances d'attaque mais la mer agitée l'a rendu impossible. Le 10 septembre, le sous-marin s'est mis à portée de tir d'un convoi de deux navires à 20 milles marins (37 km) à l'ouest du cap Otrishenok, mais la charge d'un navire d'escorte a forcé le sous-marin à plonger. Une autre chance s'est présentée le 16 septembre à 5 h 5 à l'ouest de Novorosiisk, sous la forme d'un pétrolier russe et de son escorte. Mais l'escorte a repéré le périscope. Lorsqu'ils ont soulevé à nouveau le périscope, le commandant a vu que l'escorte avait appelé à l'aide alors il s'est immergé et a quitté la zone, suivant la directive de ne prendre aucun risque avec les escortes. Le 17 septembre, il a suivi un cours pour Constanța et, sur le chemin du retour, il a été repéré par un certain nombre d'hydravions russes et grenadé en profondeur par un patrouilleur.
Patrouille 5 :
La cinquième patrouille a eu lieu entre le 2 et le 7 novembre 1941 pour attaquer des convois à destination de Sébastopol. Près de Constanţa, Delfinul a repéré un sous-marin ennemi, mais à cause de l'obscurité, il a été perdu. Le matin du 5 novembre, le sous-marin a atteint les eaux voisines de Yalta. À 6 h 36, il a repéré un patrouilleur puis, vers 8 h 5, il a repéré un grand navire de transport faisant route vers Yalta et se rapprochant du sous-marin. Le commandant a décidé d'attendre que le navire passe derrière lui et a tiré d'un tube arrière. À 8 h 43, Delfinul a lancé une torpille. L'explosion de la torpille, suivie d'une plus grosse, a pu être entendue quelques instants après le lancement. Il est possible que le navire n'ait pas été escorté car le premier contact avec un navire de chasse sous-marine n'a eu lieu qu'une heure après l'attaque. Le grenadage en charges de profondeur a duré de 10 h 30 à 18 h 30. Il y a eu 23 passes et 80 à 90 explosions de charges profondes. Pendant l'attaque, le capitaine Constantin Costăchescu a plongé le sous-marin de plus en plus profondément, et lorsque l'ennemi écoutait, il arrêtait les machines du sous-marin. Ensuite, le sous-marin s'est dirigé près de la côte turque, mais une terrible tempête a rendu le voyage de retour difficile.
Constantin Costăchescu a ensuite reçu l'Ordre de Michel le Brave de 3e classe pour l'attaque. Le prétendu navire soviétique coulé aurait été le cargo Uralets de 1 975 tonnes. Cependant, selon les évaluations modernes, le navire a été coulé par la Luftwaffe le 30 octobre, lors d'un raid aérien sur Eupatoria, et l'attaque à la torpille a raté le mouilleur de mines Ostrovsky. Cette dernière affirmation, cependant, est hautement improbable, car l'équipage du Delfinul a rapporté avoir entendu une explosion quelques secondes après le lancement de la torpille. Le navire touché était très probablement le pétrolier soviétique Kreml , qui a été endommagé.
Patrouille 6 :
La mission de cette patrouille était de couper les voies de communication russes entre Batoumi et Istanbul. Delfinul a quitté le port le 30 novembre, mais à cause du mauvais temps, il a été contraint de retourner à la base le 3 décembre 1941.
Patrouille 7 :
La patrouille du 6 au 13 décembre a ramené Delfinul sur la ligne Batoumi-Istanbul. Il n'a détecté aucun convoi ennemi. Sur le chemin du retour, il a détecté deux sous-marins russes près de Constanța.

### Guerre sous-marine dans les campagnes de la mer Noire (1942)
Patrouille 8 :
La première patrouille de 1942 (18-30 mai) trouva Delfinul sous le commandement de Constantin Lungu, qui avait été promu. Il a patrouillé le côté nord de la côte turque sans rien détecter. Il a été attaqué par deux avions russes le 27 mai, sans subir aucun dommage.
Patrouille 9 :
La dernière patrouille de Delfinul (25 juin-3 juillet 1942) a été effectuée près de Yalta. Le 27 juin, il est arrivé sur le théâtre d'opérations mais a été contraint de rester en plongée à cause des avions ennemis. Entre 4 h 26 et 15 h 30, il a été la cible de 240 charges anti sous-marines. Un réservoir de carburant s'est fissuré. Après 16 h 0, les patrouilleurs ennemis sont apparus et Costăchescu a ordonné un arrêt complet des moteurs électriques. Le lendemain, le sous-marin a été repéré à la surface par un avion ennemi à 16 h 12. Certaines balles ont endommagé sa tourelle. Le 1er juillet, dernier jour de l'évacuation de Sébastopol (Siège de Sébastopol (1941-1942)), la flottille russe était très active dans la zone de Crimée, donc Delfinul a été repéré et chassé pendant 13 heures. Entre 7 h 35 et 10 h 30, 107 charges de profondeur ont été dénombrées. Vers 13 h 0 , il y a eu une attaque avec 20 bombes et à 15 h 40 encore 24. Le soir, entre 19 h 30 et 20 h 0, 82 charges sous-marines et bombes ont explosé près du sous-marin et 35 loin de lui. Au total, 268 explosions, principalement des bombes anti-sous-marines larguées par air et peu de charges en profondeur.
Après la fin de la patrouille, le sous-marin a été envoyé pour un radoub complet au chantier naval de Galați, où il est arrivé le 24 novembre. Il est resté en réparation de juillet 1942 au 23 août 1944, date à laquelle la Roumanie est entrée en guerre aux côtés des Alliés.

## Galerie

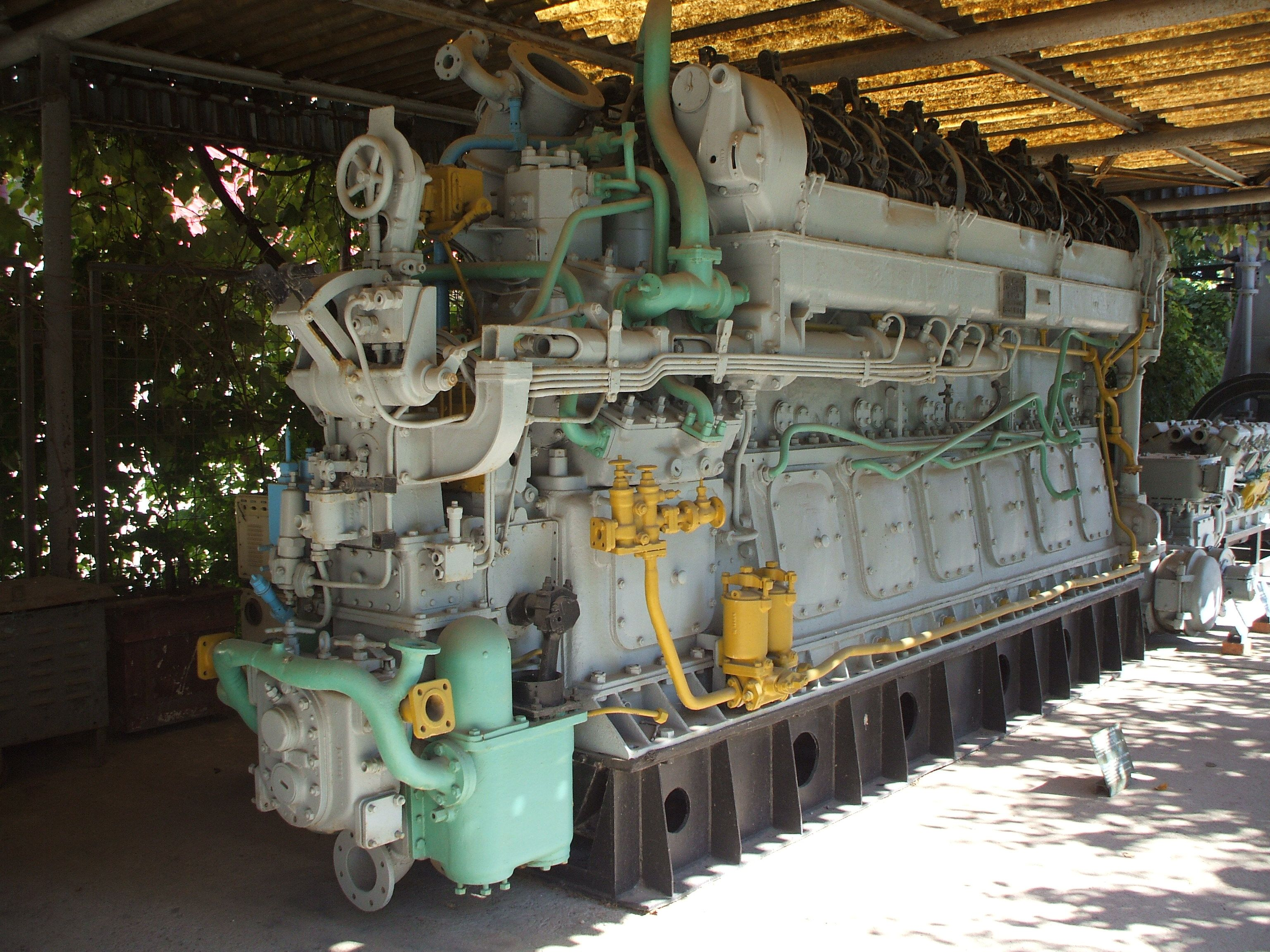
Moteur diesel du Delfinul
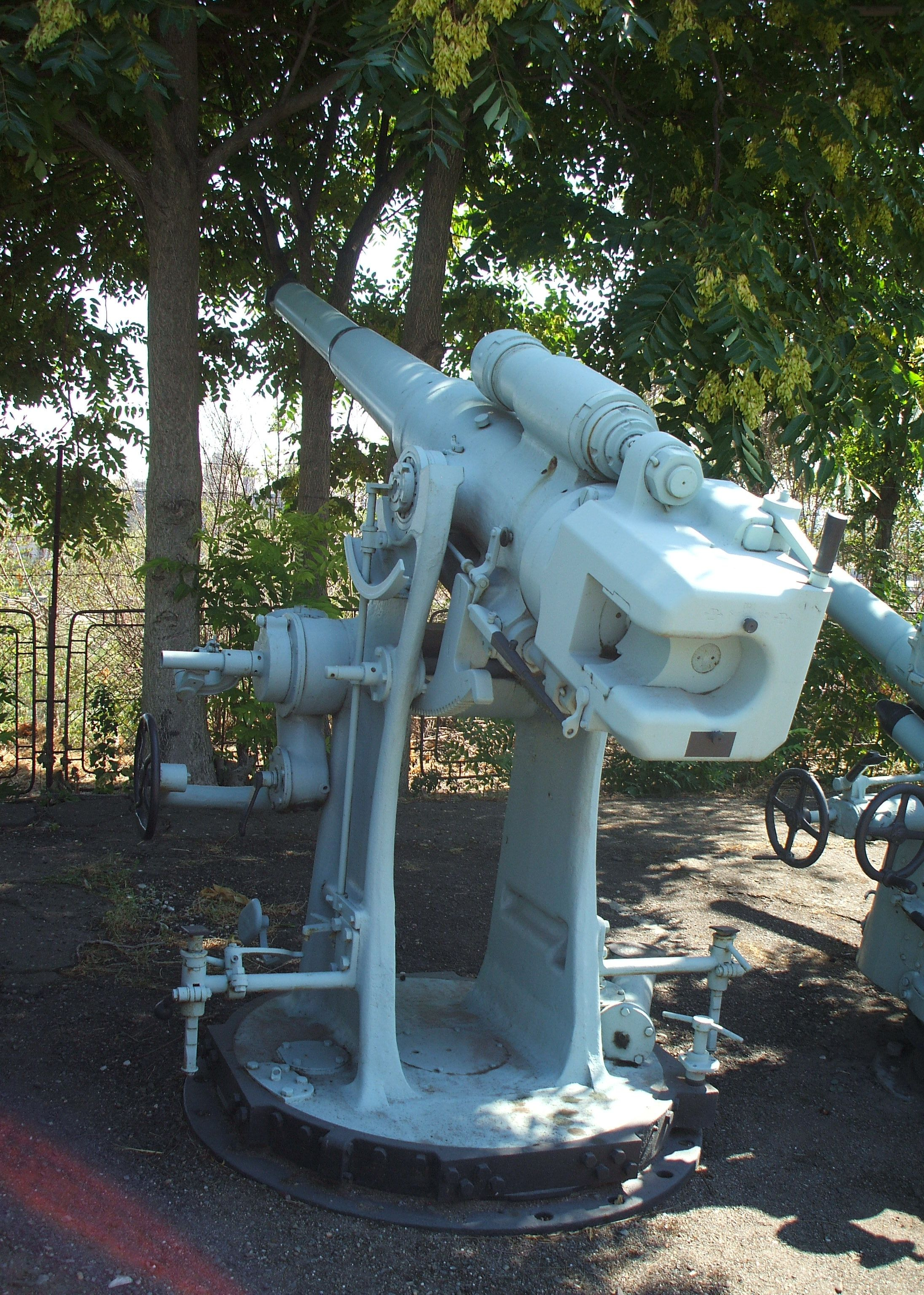
Canon Bofors de 102 mm du Delfinul

## La fin
Après le coup d'État du 23 août 1944, le sous-marin a été confisqué par les forces soviétiques et mis en service sous le nom de TS-3 le 20 octobre 1944. Après une courte carrière dans la marine soviétique, il a été mis hors service le 12 octobre 1945. Le sous-marin a finalement été rendu à la Roumanie en 1951 et mis hors service en 1957.

## L'héritage
Le nom Delfinul a été transmis au seul sous-marin de la marine roumaine encore en service aujourd'hui. Il a été acheté aux soviétiques dans les années 1980 et est un sous- marin d'attaque diesel-électrique amélioré de classe Kilo (Delfinul).

### Audaces Fortuna Juvat
Delfinul est le sous-marin roumain le plus réussi de tous les temps. Le Service roumain des sous-marins avait pour devise l'expression latine: "Audaces Fortuna Juvat" qui signifie "La fortune favorise les audacieux" (roumain : "Norocul îi ajutǎ pe cei îndrǎzneți").